# La Ruidosa
La Ruidosa är en ort i Honduras.   Den ligger i departementet Departamento de Copán, i den västra delen av landet, 210 km nordväst om huvudstaden Tegucigalpa. La Ruidosa ligger 678 meter över havet och antalet invånare är 800.
Terrängen runt La Ruidosa är kuperad. Runt La Ruidosa är det ganska tätbefolkat, med 75 invånare per kvadratkilometer. Närmaste större samhälle är Tras Cerros, 11,5 km nordost om La Ruidosa. Omgivningarna runt La Ruidosa är en mosaik av jordbruksmark och naturlig växtlighet.